# Le Grand Escogriffe
Le Grand Escogriffe is een Frans-Italiaanse film van Claude Pinoteau die werd uitgebracht in 1976.
Het scenario is gebaseerd op de humoristische politieroman Rapt (1969) van Rennie Airth.

## Verhaal
Émile Morland is een charmante, ouder wordende oplichter, die met handige verkooppraatjes en veel zwier nogal wat mensen heeft afgezet. Soms sloeg hij de bal mis maar dat belette hem nooit te herbeginnen. Nu beraamt hij weer een stoutmoedig plan. 
Hij wil het zoontje van de rijke Italiaanse reder en oliemagnaat Rifaï ontvoeren. Hij weet zijn ex-handlanger Aristide en Amandine, een mislukte actrice, warm te maken voor zijn plan waarbij zij de ouders moeten spelen. Bij Tony, een oude kennis, 'huurt' hij Alberto, een charmant jongetje. De bedoeling is het zoontje van Rifaï en Alberto uit te wisselen en dan Rifaï losgeld te vragen. 

## Rolverdeling
| Acteur            | Personage                                  |
| ----------------- | ------------------------------------------ |
| Yves Montand      | Émile Morland alias Marc Antoine           |
| Agostina Belli    | Amandine                                   |
| Claude Brasseur   | Aristide 'Ari' Bronsky alias Aristide Zani |
| Aldo Maccione     | Tony                                       |
| Adolfo Celi       | Youssouf Rifaï                             |
| Valentina Cortese | Catherine, de Russische weduwe             |
| Guy Marchand      | Marcel                                     |
| Ely Galliani      | Dorothée                                   |